# 台灣東正教
東正教是台灣相對少數的基督宗教團體。
目前台灣有兩間東正教教會，一是屬於君士坦丁堡普世牧首座的台灣基督東正教會；二是屬於莫斯科牧首座的台灣基督正教會。

## 歷史

### 日治時期
1895年，大清帝國將台灣省割讓日本後就有部分日本的俄羅斯正教會信徒來台。1901年，管理日本教務的俄羅斯正教會總主教日本的聖尼古拉（俄语：Николай Японский）在台北建立了基督救主堂，並派遣首位堂區神父西蒙（Симеон Юкава）。隨著尼古拉總主教於1912年辭世，繼任的都主教謝爾蓋（Георгий Алексеевич Тихомиров）主要忙於日本本地教務，對台北的教會未有太多關注。但台北的堂區仍然維持運作，直到戰爭開始，教務運作始陷於困難。儘管如此，終戰隔年台北的正教堂區仍有177人。但隨著日本政府最終放棄台灣主權，日本正教會在台灣的活動也趨於終止。另外值得一提的是後來擔任俄羅斯正教會拉緬斯科耶總主教的尼可拉司總主教（日裔，和名）就是在1914年生於台北的日本正教會家庭。

### 戰後至2000年
第二次世界大戰結束後，少數俄羅斯人以及正教信徒隨著國民政府撤遷來台。由於此時台灣並無固定的堂區，神父均為受邀來訪。且隨著在台俄羅斯人相繼離開，1960年後台灣的正教活動漸次沉寂，僅有零星信徒在家祈禱。

### 2000年以後
2001年，來自希臘阿索斯聖山聖額我略修院的修士司祭李亮（Fr. Jonah Mourtos）再次在台灣建立正教會，並於2003年登記為法人團體。台灣基督東正教會目前歸屬於君士坦丁堡牧首座於1997年在香港成立的香港及東南亞都主教區（香港聖路加主教座堂），並受都主教黎大略（Nektarios Tsilis）的統管及牧養；教會的位置目前位於新北市新店區溪園路389之12號4樓。
2012年，俄裔加拿大籍愛西里爾（Fr. Kirill Shkarbul, 中文名後更改為艾西里爾）來台就讀，學習中文。後於加拿大艾德蒙頓的俄羅斯正教會主教座堂受祝聖為神父，並在2012年底恢復並承襲了1901年日本正教會在台灣的堂區。教會的位置目前位於台北市中正區廈門街49號。